# Корисні копалини Антарктиди

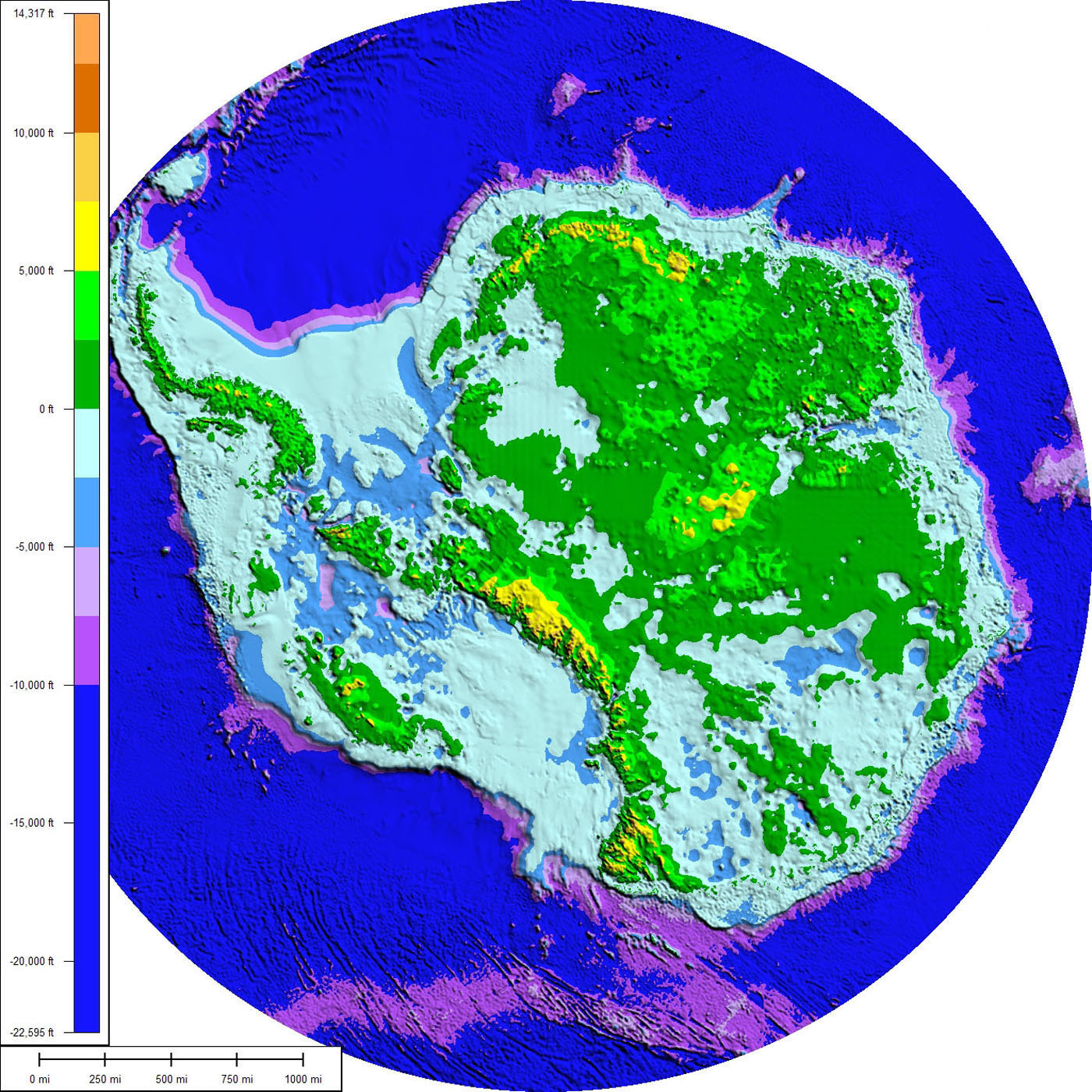
Топографія Антарктиди під шаром льоду.

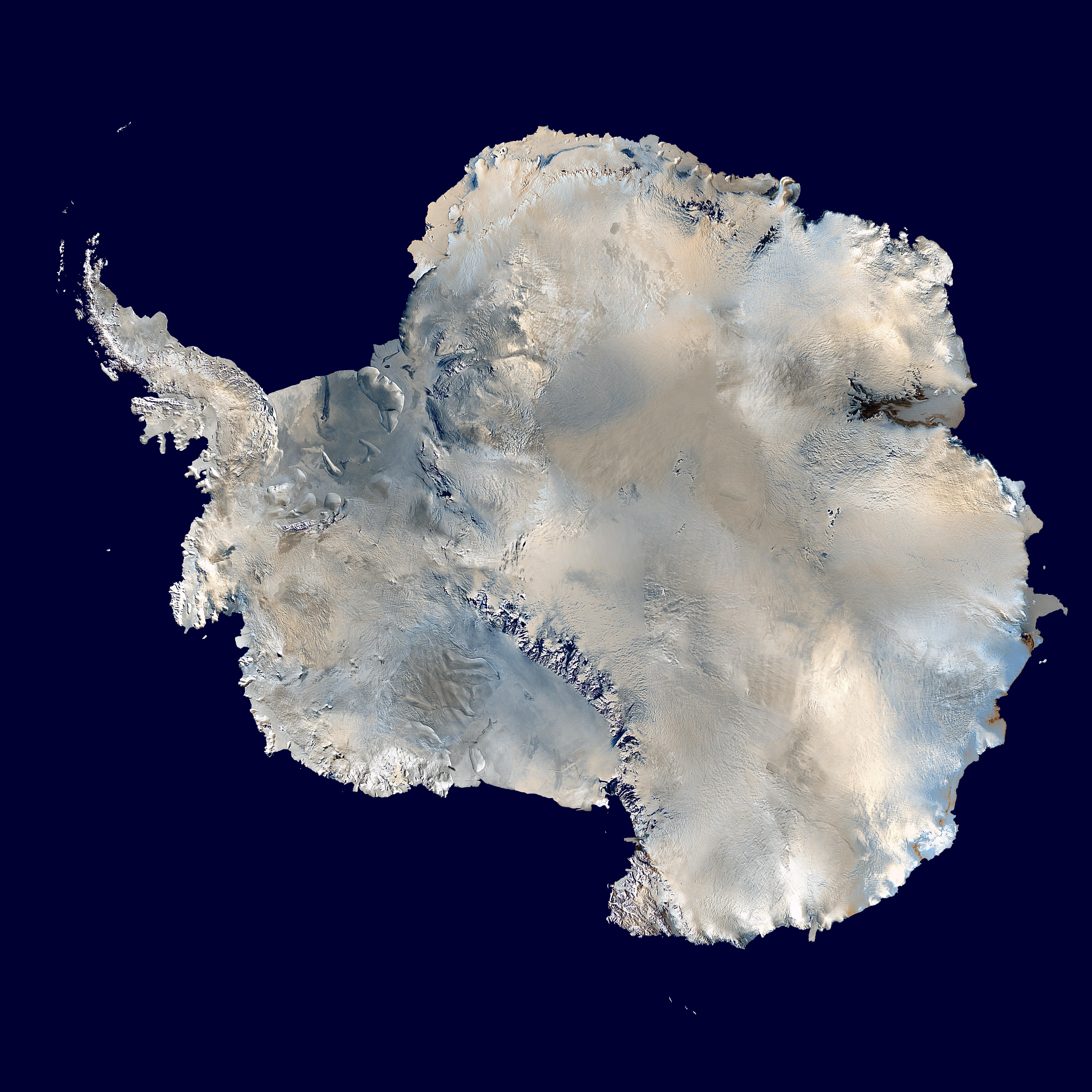
A satellite composite image of Antarctica

Корисні копалини в Антарктиді виявлені майже в 200 точках континенту. Але серед них є тільки 2 родовищ залізних руд та кам'яного вугілля. Горючі корисні копалини представлені кам'яним вугіллям на материку і газопроявами в свердловинах, пробурених на шельфі Моря Росса.

## Горючі корисні копалини
Найзначніші скупчення кам'яного вугілля, що розцінюються як родовище, знаходяться в Східній Антарктиді в районі мису Співдружності. Родовище включає 63 пласти кам'яного вугілля на ділянці площею близько 200 км², які пов'язані з пермськими товщами потужністю 800–900 м. Товщина вугільних пластів 0,1-3,1 м. Падіння пологе (до 10-12о). Вугілля довгополуменеве та газове, запаси — декілька млрд тон. На окремих ділянках відмічаються напівантрацити і графітизовані різновиди. Газовиділення в інтервалі глибин від 45-265 м представлені слідами метану, етану і етилену в неогенових льодовиково-морських відкладах моря Росса.

## Металічні корисні копалини
Руди заліза представлені декількома генетичними типами, з яких найбільші скупчення пов'язані з протерозойською джеспілітовою формацією. Головне родовище розкрите в надльодовикових виходах гори Принц-Чарлз на ділянці 1000 м при потужності понад 350 м; в розрізі зустрічаються також менш потужні пачки джеспілітів, роз'єднані горизонтами пустої породи потужністю до 300 м. Вміст оксидів заліза в джеспілітах коливається від 40 до 68% при перевазі окисного заліза над закисним в 2,5-3,0 рази. Кількість кремнезему — 35-60%, руди малосірчисті і малофосфористі; домішки: мідь, нікель, хром, кобальт, марганець, титан, цирконій. Дані геологічної розвідки показують, що рудне тіло продовжується під льодом ще на декілька десятків кілометрів. Прояви інших руд чорних металів представлені титаномагнетитовою вкрапленістю, а також вкрапленістю і дрібними гніздоподібними скупченнями хроміту. Порівняно великі вияви характерні для міді (південно-східна зона Антарктичного півострова). Вони належать до мідно-порфірового типу і характеризуються вкрапленим і прожилковим розподілом халькопіриту, халькозину, піриту, піротину і молібденіту. На західному березі Антарктичного півострова є зона виявів колчеданної і мідно-молібденової мінералізації.

## Неметалічні корисні копалини
З неметалічних корисних копалин зустрічається гірський кришталь, вияви якого пов'язані переважно з пегматитовими і кварцовими жилами в фундаменті кратона.